# 小吉物語
『小吉物語』（しょうきちものがたり）は、2009年11月11日に発売されたうるまでるびの楽曲アニメ作品。

## 概要
「首輪は楽でも不自由だ」を座右の銘とするノラ犬・小吉（しょうきち）の物語。
小吉は仔犬の頃捨てられた、現在3歳のオスの野良犬。空き地の土管を住処として暮らしている。3人の兄弟がいるらしい。友人はバッタ君。
小吉の祖父がいつも言っていた口ぐせ「首輪は楽でも不自由だ」が座右の銘。